# Alan Williams (rögbijátékos)
Alan Frank Williams (West Orange, New Jersey, 1893. október 7. – Los Angeles,   Kalifornia, 1984. december 3.) olimpiai bajnok amerikai rögbijátékos és mérnök.
A Kaliforniai Egyetemen (University of California, Berkeley) tanult de átiratkozott a Cornell Egyetemre és mérnöki diplomát szerzett. Visszatérve Nyugatra, San Franciscoba, bekerült az 1924. évi nyári olimpiai játékokon játszó amerikai rögbicsapatba és olimpiai bajnok lett.
Az első világháborúban mérnökként, majd később az amerikai vasútépítésben vett részt.